# Flugplatz Kaga-Bandoro

i7
i11
i13
Der Flugplatz Kaga-Bandoro (französisch Aérodrome de Kaga-Bandoro, ICAO-Code: FEFQ) ist der Flugplatz von Kaga-Bandoro, einer Stadt in der Wirtschaftspräfektur Nana-Grébizi im Zentrum der Zentralafrikanischen Republik.
Der Flugplatz liegt am südwestlichen Rand der Stadt auf einer Höhe von 450 m. Seine Start- und Landebahn ist unbefestigt und verfügt nicht über eine Befeuerung. Der Flugplatz kann nur tagsüber und nur nach Sichtflugregeln angeflogen werden. Er verfügt nicht über reguläre Passagierverbindungen. In der Regenzeit kann es zu Nutzungseinschränkungen kommen.
In der Nähe des Flugplatzes liegen ein Stützpunkt der MINUSCA-Friedenssoldaten und das Flüchtlingslager der katholischen Kirche für Binnenvertriebene.